# Thaumatomyia obtusa
Thaumatomyia obtusa är en tvåvingeart som först beskrevs av Malloch 1914.  Thaumatomyia obtusa ingår i släktet Thaumatomyia och familjen fritflugor. Inga underarter finns listade i Catalogue of Life.